# Vydrica
La Vydrica est un affluent du Danube, qu'elle rejoint à Bratislava.